# Freeport-McMoRan
Freeport-McMoRan — американская горнодобывающая компания с активами в США, Чили, Перу и Индонезии. Третий крупнейший производитель меди, а также один из крупнейших мировых производителей золота и молибдена. Штаб-квартира компании располагается в Финиксе, Аризона. В списке крупнейших компаний мира Forbes Global 2000 за 2021 год Freeport-McMoRan заняла 478-е место (720-е по размеру выручки, 1080-е по чистой прибыли, 818-е по активам и 299-е по рыночной капитализации).

## История
Компания основана в 1912 году под названием Freeport Sulphur Company (Серная компания Фрипорта (англ.)). Она начала применять метод добычи серы Германа Фраша (на него к этому времени истёк срок действия патента) на месторождении в Калкашу в штате Луизиана. С началом Первой мировой войны спрос на серу резко вырос, что обеспечило компании успешный старт. В 1931 году был куплен контрольный пакет акций Cuban-American Manganese Corporation (Кубино-Американской марганцевой компании), добывавшей марганец в кубинской провинции Орьенте. В 1955 году создана дочерняя компания National Potash Company по добыче поташа в штате Нью-Мексико и Канаде. Также в 1955 году кубинская компания была реорганизована на производство никеля, но в 1960 году она была национализирована.
В 1956 году была создана нефтедобывающая дочерняя компания Freeport Oil Company, работавшая на месторождениях в Луизиане, Канзасе, Техасе и Нью-Мексико. В 1963 году была куплена компания по добыче глины Southern Clays Inc. В 1964 году была создана дочерняя компания в Австралии по добыче полезных ископаемых в этой и соседних странах, в частности никеля в штате Квинсленд. В 1966 году Freeport-McMoRan вышла в химическую отрасль, создав Freeport Chemical Company по производству фосфорной и серной кислот; в 1988 году этой компанией была разработана технология выделения оксида урана с помощью фосфорной кислоты. Также в 1966 году начала осваивать крупное месторождение меди и золота Грасберг в Западной Новой Гвинее.
В 1971 году название компании было изменено на Freeport Minerals Company, а в 1981 году она объединилась с нефтегазодобывающее компанией McMoRan Oil & Gas Company. Эта компания была основана в 1967 году, её название было сформировано из начальных слогов фамилий трёх основателей, W.K. McWilliams, J.R. Moffett и B.M. Rankin. Объединённая компания получила название Freeport-McMoRan Inc. (FMI). Также в 1981 году была создана дочерняя золотодобывающая компания с активами в Неваде, уже в 1982 году добывшая 196 тысяч унций золота. В 1985 году штаб-квартира, первоначально находившаяся в Нью-Йорке, была перенесена в Новый Орлеан, Луизиана. В конце 1980-х годов компания распродала ряд неосновных активов, сконцентрировавшись на добыче серы в Мексиканском заливе и добыче меди и золота в Индонезии.
В 2007 году была куплена медедобывающая компания Phelps Dodge; после покупки штаб-квартира была перенесена в город Финикс (Аризона), где ранее базировался Phelps Dodge. В 2016 году компании China Molybdenum была продана 53-процентная доля в руднике Тенке-Фунгуруме в Демократической Республике Конго (ДРК); в декабре 2020 года той же компании был продан ещё один рудник в ДРК, Кисанфу. В апреле 2021 года 25-процентная доля в этом руднике была продана Contemporary Amperex Technology. В 2018 году Правительству Индонезии была продана 51-процентная доля в руднике Грасберг в обмен на 3,85 млрд долларов и продление лицензии до 2041 года.

## Деятельность
Из доказанных запасов Freeport-McMoRan на индонезийское месторождение Грасберг приходится 98 % запасов золота и 30 % меди (доля в нём составляет 49 %); активы компании в Южной Америке включают рудники Серро-Верде в Перу (доля 53,56 %) и Эль-Абра в Чили (доля 51 %), на них в сумме приходится 30 % запасов меди и. 21 % молибдена; североамериканские активы включают шахты Моренчи, Багдад, Саффорд, Сьеррита, Майами, Чино, Тайрон, Хендерсон и Клаймакс (штаты Аризона, Нью-Мексико и Колорадо), на них приходится 79 % запасов молибдена, 40 % меди и 2 % золота.
На медь приходится 80 % выручки компании, на золото — 11 %, на молибден — 7 %.